# Sonic the Hedgehog 2 (8-bit)
Sonic the Hedgehog 2 (ソニック・ザ・ヘッジホッグ2?, Sonikku za Hejjihoggu Tsū) è un videogioco a piattaforme prodotto da Sega nel 1992. Si tratta di una versione per Sega Master System e Game Gear dell'omonimo gioco per Mega Drive. In Giappone è uscita solamente la versione per Game Gear, così come anche in Australia, Nuova Zelanda, Canada e Stati Uniti. In Europa invece, è stata pubblicata sia la versione per Master System che quella per Game Gear.

## Trama
Dopo che Sonic ha mandato all'aria i piani del Dr. Robotnik nel capitolo precedente, la vita di tutti i giorni è tornata ad essere pacifica e tranquilla come sempre. La troppa calma però comincia ad annoiare il porcospino blu, il quale parte in cerca di nuove avventure; ritornato sulla sua isola natale non trova alcuna traccia dei suoi amici e fa ritorno a casa per pensare sul da farsi, ma qui trova un biglietto destinato a lui. Tale messaggio era stato scritto dal suo carissimo amico Miles Prower soprannominato da tutti "Tails", che lo informa che tutti gli animali dell'isola sono stati catturati da Robotnik tornato per vendicarsi e che lo ha rapito facendogli scrivere questa lettera. Per la sua libertà l'antagonista vuole però in cambio i sei Smeraldi del Caos e così Sonic non perde ulteriore tempo e si reca immediatamente alla ricerca delle famigerate gemme per salvare tutti quanti dalle grinfie del malvagio scienziato.

## Modalità di gioco
Questa versione presenta delle varianti, sia nel gioco che nella storia, rispetto alla versione per il Mega Drive. Differenti sono sia la modalità di gioco (non è possibile giocare in due), che la storia: Il personaggio Tails (Miles negli USA) è stato rapito dal Dr. Robotnik, e naturalmente tocca al riccio blu il compito di salvarlo.
Ci sono tre finali possibili:
- Tails non viene salvato, sono stati raccolti meno di 5 Smeraldi del Caos e non è stato sconfitto Robotnik, compare nel cielo stellato il volto di Tails. Poi si va in game over. Si può dedurre che Tails sia morto ucciso, che sia scappato da solo per cominciare le sue avventure oppure che sia stato trasformato in un Badnik.
- Tails viene salvato. Ma comunque si va in game over.
- Tails viene salvato. Non si va in game over.

### Zone
Il gioco si divide in sette zone.
- Under Ground Zone (Sottoterra nell'edizione italiana): è la prima ad apparire nel gioco ed è ambientata su un lungo percorso roccioso dove le fosse di magma ed i carrelli ferroviari ne fanno da padroni[7].
- Sky High Zone (Cieli nell'edizione italiana): è la seconda zona e come suggerisce il nome bisognerà alternarsi tra solcare i cieli grazie ad un parapendio ed attraversare delle zone collinari[7].
- Aqua Lake Zone (Lago nell'edizione italiana): è la terza zona ed è posta in lago. Qui sono presenti numerose fontane con tanto di giochi d'acqua e delle rovine fatiscenti che si riveleranno un grosso ostacolo per Sonic[8].
- Green Hills Zone (Colline Verdi nell'edizione italiana): è la quarta zona ed assomiglia molto esteticamente alla quasi omonima Green Hill Zone di Sonic the Hedgehog. Come quest'ultima è un variopinto paradiso terrestre ma invece delle palme ha degli alberi più comuni[8].
- Gimmick Mountain Zone (Monte Degli Inganni nell'edizione italiana): è la quinta zona ed è collocata su una catena montuosa caduta in possesso dei macchinari tecnologici di Robotnik[9].
- Scrambled Egg Zone (Uova Strapazzate nell'edizione italiana): è la sesta zona e tecnicamente l'ultima da affrontare se il giocatore non raccoglie tutti gli Smeraldi del Caos. Come per Gimmick Mountain Zone, anche questa si trova in una montagna ma è caratterizzata dalla presenza di rocce di colore blu ed un maggiore oscurità[9].
- Crystal Egg Zone (Uovo di Cristallo nell'edizione italiana): è la settima ed ultima zona, affrontabile esclusivamente se si raccolgono tutti e sei gli Smeraldi del Caos. Presenta un'ambientazione particolare, composta da un'architettura vetrosa e traslucida[10].

### Power up

Il power-up Shield

Attraverso i vari livelli il giocatore potrà trovare lungo il tragitto dei monitor, i quali una volta distrutti da Sonic dopo un salto o durante una capriola potranno dargli un power-up differente a seconda dell'immagine raffigurata su di essi.
- Super Ring (Anello Super nell'edizione italiana): Permette di guadagnare dieci rings[11].
- Power Sneakers (Uomo Serpente nell'edizione italiana): Permettono di correre più velocemente per un breve lasso di tempo[11].
- Invincibility (Invincibilità nell'edizione italiana): Farà guadagnare a Sonic una temporanea invulnerabilità dai nemici ma non lo salverà dagli ostacoli di grande entità ovvero i burroni, l'annegamento, lo schiacciamento o la scadere del tempo[12].
- 1-UP: Aggiunge un continua tra quelli già disponibili[12].

## Versioni alternative e conversioni

### Compilation
La versione per Game Gear di Sonic the Hedgehog 2 è stata convertita per diverse compilation ed è stata inclusa in Sonic Adventure DX: Director's Cut (2003) per GameCube e Windows come sbloccabile assieme agli altri 11 giochi della serie usciti su Game Gear e disponibile dal principio in Sonic Gems Collection (2005) per GameCube e PlayStation 2. È stato incluso anche in Sonic Origins Plus (2023) per PlayStation 4, PlayStation 5, Xbox One, Xbox Series X, Nintendo Switch e Windows.

### Distribuzione digitale
L'edizione per Master System è stato resa disponibile per il servizio Virtual Console nel novembre 2008 in Giappone e nel dicembre dello stesso anno nel resto del mondo. Quella per Game Gear invece è uscita il 31 ottobre 2012 in Giappone e il 27 giugno 2013 nel resto del mondo sempre per Virtual Console ma per Nintendo 3DS.